# Domus (periodico)
Domus è una rivista di architettura e design, fondata dall'architetto Gio Ponti e dal padre barnabita Giovanni Semeria nel 1928. Edita da Editoriale Domus ha cadenza mensile, 11 numeri all'anno.

## Contenuti
Nata come organo divulgativo legato allo stile nella conduzione della casa e dell'arredamento, la rivista ha acquistato nel tempo, attraverso le varie direzioni, sfumature diverse verso l'architettura, le arti applicate, il disegno industriale, l'arte, l'urbanistica, la grafica editoriale e pubblicitaria, la comunicazione digitale, sempre in un'ottica internazionale.

## Storia

### Dalla fondazione alla seconda guerra mondiale
Il primo numero della rivista uscì il 15 gennaio 1928 ed è sottotitolato Architettura e arredamento dell'abitazione moderna in città e in campagna. L'indirizzo era di rinnovare l'architettura, l'arredamento e le arti decorative italiane, senza trascurare argomenti cari al pubblico femminile dell'epoca, come l'arte della casa, il giardinaggio e la cucina. Negli editoriali Gio Ponti inquadra gli obiettivi della rivista e rivendica l'importanza dell'estetica e dello stile nel campo della produzione industriale.
L'11 luglio 1929 la rivista è rilevata dal giovane (aveva 23 anni) editore marchigiano Gianni Mazzocchi stabilitosi a Milano. Nasce così l'Editoriale Domus, che oggi pubblica numerose riviste (Quattroruote, Meridiani, Tuttotrasporti, Il Cucchiaio d'Argento ecc.).
Dopo dodici anni Gio Ponti lascia la direzione e da gennaio del 1941 è affidata a Massimo Bontempelli, Giuseppe Pagano e Melchiorre Bega. Nell'ottobre del '42 Guglielmo Ulrich subentra al posto di Giuseppe Pagano (causa la sua attività politica, mori il 22 aprile del 1945 nel campo di concentramento di Mauthausen) . Dall'ottobre del ‘43 diventa direttore Melchiorre Bega. Sono gli anni della guerra, che costringono a continui cambi nella direzione e a spostare a Bergamo la stampa della rivista.
Per tutto il 1944 Domus esce mensilmente, ma nel 1945 sospende le pubblicazioni.

### Il dopoguerra
La stampa riprende nel gennaio del 1946, col numero 205. Domus è diretta da Ernesto Nathan Rogers (dello studio BBPR) e si presenta al pubblico con una nuova veste grafica, riallacciando al tempo stesso un filone di continuità culturale con il periodo della direzione Ponti. Sono anni d'innovazione, in cui la rivista si apre ai nuovi umori culturali e alla collaborazione di intellettuali come Elio Vittorini e Alberto Moravia, oltre che di artisti come Mario Negri.
Nello stesso anno l'Editoriale Domus acquista la rivista Casabella affidando la direzione a Franco Albini e Giancarlo Palanti e dal dicembre 1953 a Ernesto Nathan Rogers per poi cederla nel 1964.
Nel 1948 Gio Ponti ritorna alla direzione della rivista divenuta bimestrale. Dal 1951 Domus riprende la frequenza mensile.
Gli anni '50 e '60 sono segnati da una grande vitalità nell'architettura, nelle arti e nel design. Domus promuove il nuovo e i suoi autori e diviene punto di riferimento nel dibattito ormai internazionale tra le varie tendenze artistiche. Nel '68, col numero 459, Domus festeggia i suoi 40 anni e nel luglio del 1971 raggiunge il 500° numero.
Dal luglio del 1976 a Gio Ponti si affianca Cesare Maria Casati come direttore responsabile. Tra le rubriche che caratterizzano questo periodo le “Memoires di panna montata”, diario di viaggio di Ettore Sottsass, e le “Lettere” al mondo dell'arte di Pierre Restany. La rivista diventa internazionale, con traduzioni in inglese e francese, fino ad assumere l'attuale struttura bilingue, italiano e inglese. Nel dicembre del 1978 Domus festeggia i 50 anni con una mostra al Palazzo delle Stelline di Milano.

### Gli anni '80 il postmoderno
Nel luglio del 1979 la direzione è affidata ad Alessandro Mendini (Gio Ponti scompare nell'ottobre del '79). Esponente di punta della corrente postmoderna del design, Alessandro Mendini apre la rivista alle neoavanguardie artistiche. Dal gennaio del 1980 il progetto grafico è curato da Ettore Sottsass.
Nel 1982 Maria Grazia Mazzocchi, Valerio Castelli, Alessandro Guerriero e l'Editoriale Domus fondano Domus Academy, scuola di formazione per progettisti e manager del prodotto di design, la cui direzione didattica è affidata ad Andrea Branzi.
Il 24 ottobre del 1984 muore l'editore Gianni Mazzocchi e la direzione dell'Editoriale Domus passa alla figlia Giovanna Mazzocchi Bordone.
Nel 1985 la direzione di Domus viene assunta pro-tempore da Lisa Licitra Ponti, figlia di Gio Ponti. Col numero di marzo del 1986 è direttore Mario Bellini, il quale affida a Italo Lupi il nuovo progetto grafico. La rivista accentua la sua vocazione internazionale. Dal 1988 al 1990 escono 6 numeri con versione in lingua russa. Dal 1989 esce anche un'edizione in lingua cinese.

### Dagli anni '90 ad oggi
Dal gennaio del 1992 assume la direzione Vittorio Magnago Lampugnani, che affida il progetto grafico, dal gennaio del 1994, ad Alan Fletcher.
L'intera rivista è ormai bilingue e presente in oltre 100 Paesi del mondo.
Dal febbraio 1996 al luglio 2000 Domus è diretta da François Burkhardt, di nazionalità svizzera, per la prima volta nella storia di Domus a capo di una redazione internazionale. A fianco delle discipline classiche (architettura, disegno industriale e arte), la rivista amplia i suoi interessi anche ai temi della comunicazione.
Nel 1998 per celebrare i 70 anni della testata Bob Wilson crea l'opera teatrale “70 Angels on the façade” rappresentata al Nuovo Piccolo Teatro di Milano.
Deyan Sudjic rileva la direzione di testata da François Burkhardt nell'agosto 2000 e firma il suo primo numero nel settembre. Il progetto grafico, a cura di Simon Esterson, risponde a precise esigenze di linearità, sobrietà e semplicità di lettura. La struttura editoriale è articolata in tre macro-sezioni, dà più spazio a opinioni e analisi a corredo dei servizi, con l'intenzione di allargare gli orizzonti della rivista a nuovi campi d'interesse, come quello del car design e della moda.
Dal gennaio 2004 all'aprile 2007, direttore è Stefano Boeri. Domus si caratterizza per l'interesse verso i grandi progetti di architettura e le nuove frontiere del design, ma soprattutto per l'attenzione rivolta ad alcuni grandi temi di carattere geopolitico, tra i quali il più recente è il geo-design, ovvero alla dimensione geopolitica del design: il come, dove e perché gli oggetti complessi vengono progettati oggi.
Nel 2006 l'editore decide di affidare un numero speciale all'anno, chiamato “Domus d'autore”, a un architetto internazionale, aprendo l'iniziativa con l'incarico all'olandese Rem Koolhaas.
Nello stesso anno l'editore tedesco Taschen pubblica una monumentale antologia storica della rivista, “Domus 1928-1999”, in 12 volumi.
A partire dal maggio 2007 il direttore della rivista è Flavio Albanese. Con la nuova direzione Domus rafforza la presentazione delle architetture costruite e del disegno della città, punta sulla scoperta di nuovi e giovani talenti internazionali, insiste e indaga sulle relazioni tra le diverse forme d'arte.
Nel 2008 la rivista festeggia i suoi 80 anni di pubblicazione ininterrotta con un numero speciale, dove il lavoro di Gio Ponti è rivisitato con opere originali da artisti di fama internazionale, una mostra delle opere stesse durante il Salone del Mobile di Milano. Anche nel 2008, il numero di maggio di Domus era avvolto in un sacchetto di plastica. Quando è stato rimosso il sacchetto, la figlia di fotografo Hendrik Kerstens Paula è stato rivelato sulla copertina come "La ragazza con lo shopper in testa".
Nell'aprile 2010 torna alla guida della rivista Alessandro Mendini il sottotitolo “La nuova utopia” è una risposta al momento di crisi:
Graficamente i numeri pubblicati sotto la direzione di Mendini sono caratterizzati dalle copertine con ritratti disegnati da Lorenzo Mattotti.
Contemporaneamente Joseph Grima inizia la sua attività di neo direttore della rivista con un doppio compito: la creazione di una Domus Web a cui affida la grafica a Dan Hill apparsa in rete il 9 dicembre 2010 e quella editoriale cartacea coadiuvato nella progettazione grafica da Salottobuono (Marco Ferrari da gennaio 2013). Il primo numero della direzione Grima è il 946 (aprile 2011). Vicedirettori Marcello Minerbi e Roberto Zancan.
Joseph Grima secondo l'editrice Giovanna Mazzocchi Bordone ha il compito di trasformare Domus: 
Nel settembre 2012 (dal n. 961 al n. 974) viene lanciata l'edizione semi-nativa per i-Pad che, con la direzione artistica di Manuel Erhenfeld e Marco Ferrari, vince il Merit Winner al 48° SPD Annual Awards, nelle categorie App of the Year e Best News App. Dal numero di settembre 2013 Joseph Grima ha lasciato la direzione a Nicola Di Battista, già vicedirettore della rivista negli anni '90, affiancato da un Collegio di Maestri (David Chipperfield, Kenneth Frampton, Hans Kollhoff, Werner Oechslin e Eduardo Souto de Moura) e un Centro studi di giovani professionisti, (composto da Massimo Curzi, Francesco Maggiore, Spartaco Paris e Andrea Zamboni) con l'obiettivo di mettere l'uomo al centro dell'architettura contemporanea.
Nel marzo 2016 viene celebrata l'uscita del millesimo numero della rivista.
Dal gennaio 2019 è l'architetto e urbanista olandese Winy Maas il nuovo direttore. La sua direzione è la seconda, dopo quella di Michele De Lucchi (2018), di un progetto decennale che accompagnerà Domus al compimento dei 100 anni (nel 2028) attraverso l'avvicendarsi di 10 guest editor di fama internazionale, uno per ogni anno, che firmeranno ciascuno 10 numeri del giornale. 
A guidare questa nuova fase viene chiamato Walter Mariotti, che assume il ruolo di Direttore Editoriale con la delega a gestire la relazione tra i Guest editor, la redazione e l'Editore. A Mariotti viene affidata anche la direzione del sito, dell'archivoo e di tutte le iniziative speciali. 
Da gennaio 2025 la direzione viene affidata all'architetto danese Bjarke Ingels che inaugura la sua direzione scientifica con “l’elogio del materialismo”, ovvero, come scrive nel suo primo editoriale, con “la ricerca dei modi in cui la storia umana è stata plasmata dai materiali che abbiamo saputo raccogliere e manipolare per dar forma al mondo che ci circonda”. Il nuovo progetto grafico viene affidato dall'art director di Repubblica Francesco Franchi che lo realizza ispirandosi alla Domus degli anni a cavallo fra i Sessanta e i Settanta.  

## Direttori
- 15 gennaio 1928: Gio Ponti
- luglio 1941: Massimo Bontempelli, Giuseppe Pagano e Melchiorre Bega
- ottobre 1942: Massimo Bontempelli, Guglielmo Ulrich e Melchiorre Bega
- ottobre 1943: - dicembre 1944 Melchiorre Bega
- nel 1945: causa guerra cessò le pubblicazioni
- dal n.205, gennaio 1946: Ernesto Nathan Rogers
- gennaio 1948: Gio Ponti
- luglio 1976:  Cesare Maria Casati
- luglio 1979: Alessandro Mendini
- gennaio 1985: Lisa Licitra Ponti
- marzo 1986: Mario Bellini
- gennaio 1992 Vittorio Magnago Lampugnani
- febbraio 1996: François Burkhardt
- settembre 2000: Deyan Sudjic
- dal n.866, gennaio 2004: Stefano Boeri
- dal n.903, maggio 2007: Flavio Albanese
- dal n.935, aprile 2010: Alessandro Mendini
- dal n.946, aprile 2011: Joseph Grima
- dal n.972, settembre 2013: Nicola di Battista
- da gennaio 2018: Michele De Lucchi
- da gennaio 2019: Winy Maas
- da gennaio 2020: David Chipperfield
- da gennaio 2021: Tadao Ando
- da gennaio 2022: Jean Nouvel
- da gennaio 2023: Steven Holl, Toshiko Mori
- da gennaio 2024: Norman Foster

## Edizioni internazionali
- Cina (2006)
- Israele (2009)
- India (2011)
- Messico (2011)
- Versione in tedesco per Germania, Austria e Svizzera (8 maggio 2013)[12]
- Corea (2018)

## Storia del sito
www.domusweb.it nasce, in versione bilingue italiana e inglese, nel settembre del 2000, con progetto grafico di Deepend. Contestualmente viene presentato Domusxchange, pensato come partner commerciale B2B del sito principale, pensato invece come veicolo di contenuti.
Dalla tarda primavera dell'anno successivo il progetto grafico è portato all'interno della redazione, allo scopo di sviluppare un'interfaccia più semplice e leggera, adatta a un sito d'informazione. Nello stesso anno Deyan Sudjic, già direttore della rivista, ne assume la direzione.
Da allora lo sviluppo del progetto grafico rimane interno, variando a ogni cambio di direzione (ad eccezione di Mendini). Gli unici ad affidare il sito a designer esterni saranno Albanese e Grima con Dan Hill.
Comune alle diverse direzioni è invece l'intenzione di diffondere contenuti autonomi rispetto alla versione cartacea, ospitando allo stesso tempo una parte di quanto pubblicato nella rivista.
Dal 2007 il sito si arricchisce di una sezione Video, nella quale vengono pubblicati speciali–video, autoprodotti e non, in occasione di particolari eventi come il Salone del Mobile. Nel 2016 l'immagine del sito cambia nuovamente con il progetto grafico di Mark Porter.

## Archivi
Nel 2013 è stata completata la catalogazione di oltre 150.000 documenti fotografici.
Gli archivi della rivista Domus sono costituiti da documenti, inediti e no, che spaziano dalla corrispondenza tra i protagonisti a interi reportage fotografici divisi in differenti sezioni legate alla natura e provenienza dei materiali conservati.